# Velika nagrada Švicarske

## Pobjednici

### Višestruki pobjednici (vozači)
| Pobjede | Vozač              | Pobjednička godina |
| ------- | ------------------ | ------------------ |
| 2       | Juan Manuel Fangio | 1951., 1954.       |

### Višestruki pobjednici (konstruktori)
| Pobjede | Konstruktor | Pobjednička godina |
| ------- | ----------- | ------------------ |
| 2       | Alfa Romeo  | 1950., 1951.       |
| 2       | Ferrari     | 1952., 1953.       |

### Pobjednici po godinama
| Godina        | Vozač              | Konstruktor            | Staza                    | Izvještaj    |
| ------------- | ------------------ | ---------------------- | ------------------------ | ------------ |
| 1950.         | Giuseppe Farina    | Alfa Romeo             | Circuit Bremgarten       | Izvještaj    |
| 1951.         | Juan Manuel Fangio | Alfa Romeo             | Circuit Bremgarten       | Izvještaj    |
| 1952.         | Piero Taruffi      | Ferrari                | Circuit Bremgarten       | Izvještaj    |
| 1953.         | Alberto Ascari     | Ferrari                | Circuit Bremgarten       | Izvještaj    |
| 1954.         | Juan Manuel Fangio | Mercedes               | Circuit Bremgarten       | Izvještaj    |
| 1955. - 1981. | Nije održana       | Nije održana           | Nije održana             | Nije održana |
| 1982.         | Keke Rosberg       | Williams-Ford Cosworth | Circuit de Dijon-Prenois | Izvještaj    |